# Miguel La Hera
Miguel La Hera (ur. 24 stycznia 1985) – kubański baseballista, srebrny medalista Letnich Igrzysk Olimpijskich w Pekinie.

## Osiągnięcia
- Turniej baseballowy mężczyzn - 2. miejsce[1]